# Joutsijärvi (stacja kolejowa)
Joutsijärvi (skrót: Jsv) – nieczynna stacja kolejowa w gminie Kemijärvi w Laponii w Finlandii. Znajduje się na linii kolejowej Laurila – Kelloselkä, na jej nieużywanym odcinku Isokylä – Kelloselkä. Położona jest we wsi Joutsijärvi.
Stacja została otwarta 8 grudnia 1941 roku. Ruch pasażerski ustał 28 maja 1967 roku, a stacja została całkowicie zamknięta w 9 grudnia 2012 roku.